# Antidesma madagascariense
Antidesma madagascariense är en emblikaväxtart som beskrevs av Jean-Baptiste de Lamarck. Antidesma madagascariense ingår i släktet Antidesma och familjen emblikaväxter.

## Underarter
Arten delas in i följande underarter:
- A. m. hildebrandtii
- A. m. madagascariense